# Spettatore

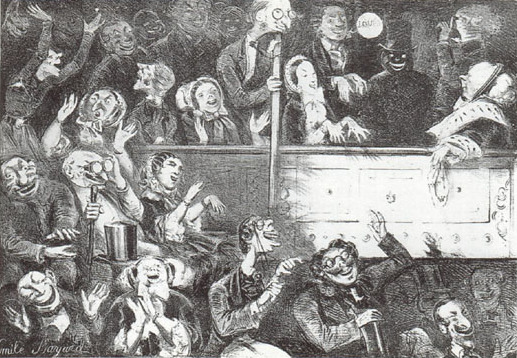
Spettatori a teatro, caricatura di Émile Bayard (1837-1891)

Lo spettatore, anche definito collettivamente pubblico, è colui che assiste a un evento, in genere senza intervenire direttamente. 
Nello spettacolo e in particolare nelle arti performative lo spettatore è il destinatario dell'evento artistico, ma la fruizione è talvolta accompagnata dalla partecipazione, più o meno attiva, agli eventi rappresentati.

## Generalità
Nell'ambito dell'arte e dello spettacolo, il pubblico è l'insieme degli spettatori, ossia l'insieme delle persone che assistono alla manifestazione artistica o allo spettacolo. Nell'ambito dei mass media, il pubblico è l'insieme dei lettori, telespettatori, radioascoltatori, ecc. a cui tale media si rivolge. In alcuni casi, l'interprete mentre effettua la manifestazione artistica o lo spettacolo può accorgersi direttamente della quantità, caratteristiche (età media, classe sociale, ecc.) del pubblico e di come reagisca allo rappresentazione (teatro, cabaret, giocoleria, balletto, concerto, opera, performance art e molti altri).
In altri casi l'interprete non può avere un controllo diretto della presenza e del comportamento del pubblico, per la distanza spaziale (spettacoli radiofonici e televisivi in diretta, in cui l'interprete può al limite vedere solo l'eventuale pubblico presente in sala, che è sempre molto ridotto rispetto all'effettivo pubblico totale) o anche per la distanza temporale tra la produzione della manifestazione artistica o spettacolo e la sua presentazione al pubblico (cinema, spettacoli radiofonici e televisivi registrati, documentari, narrativa, quadri, sculture e molti altri). In ogni caso un'attenta valutazione e stima del pubblico a cui è destinata l'opera è fondamentale per il successo e la riuscita della realizzazione artistica o dello spettacolo, pertanto deve essere accuratamente stimato prima della sua realizzazione e, laddove possibile, anche durante la rappresentazione.
Nei casi in cui non siano possibili stime e conteggi del pubblico (tramite ad esempio il conto dei biglietti venduti), la valutazione può essere fatta a posteriori, con sistemi ad esempio nell'ambito degli spettacoli televisivi tipo Auditel. I dati così ottenuti permettono di avere un'indicazione del gradimento del pubblico, e quindi contribuiscono a decidere se mantenere inalterato lo spettacolo, modificarlo o se interromperlo del tutto, e forniscono indicazioni utili per decidere quali manifestazioni o spettacoli realizzare successivamente.

## Teatro
Nel teatro in particolare, lo spettatore riveste importanza fondamentale non solo come destinatario della rappresentazione, ma per la comunicazione privilegiata che si instaura tra questo e l'attore in scena. In uno spettacolo dal vivo, la condizione ottimale per la riuscita del medesimo è l'empatia tra chi agisce e chi guarda, rendendo la persona nel pubblico partecipe alla narrazione.
Secondo Peter Brook, lo spettatore è una delle tre 'corde' che l'attore deve sempre mantenere equilibrate. Sbilanciarsi a favore dello spettatore rende infatti preponderante l'aspetto di 'esibizione' della rappresentazione teatrale, mentre una scarsa attenzione al destinatario del racconto può far diventare il racconto stesso debole e privo di senso, se non nella elaborazione privata di chi lo esegue. Il Novecento teatrale ha infatti profondamente modificato la concezione classica di 'spettatore': visto in passato come un elemento passivo, importante unicamente perché necessario a una rappresentazione (ne rappresenta il destinatario), vari registi e autori ne hanno invece sottolineato l'importanza come elemento attivo.

## La partecipazione dello spettatore all'evento
L'evoluzione del concetto di spettatore nell'evento dal vivo procede di pari passo con il radicale cambiamento della drammaturgia e del modo di pensare il teatro e quindi anche lo spazio scenico. 
Mentre fino al XIX secolo, l'arco scenico incorniciava una situazione distinta dalla realtà pur tentando di imitarla, costituendo una netta separazione, nella sala teatrale, tra gli attori e gli spettatori), nel XX secolo gli attori e gli spettatori si riuniscono spesso nel medesimo spazio (come nell'Apocalypsis Cum Figuris di Grotowsky, che neutralizza la separazione dello spazio avvolgendo gli spettatori nella rappresentazione o in alcuni lavori di Pirandello, che fa cominciare la rappresentazione nel foyer, quando il pubblico attende di entrare in sala) o molte volte partecipano direttamente all'evento in prima persona (tramite l'interazione con gli attori.
A tal proposito valgono da esempio sia gli spettacoli del Cirque du Soleil sia gli eventi che portano lo spettatore a rispondere a domande dirette degli attori). Nel teatro di varietà, nel cabaret e nel Café-chantant, poi, lo spettatore è di primaria importanza per la rappresentazione, perché spesso decide le sorti stesse dell'evento: libero di fischiare, ridere, urlare, svincolato dai limiti imposti dal rigoroso rispetto della platea, modifica sensibilmente l'andamento di un evento, rendendosi parte attiva del tutto.
Uno degli esempi più noti della partecipazione del pubblico a un evento (anche se per certi versi unica nel suo genere) è quella che avviene durante le proiezioni del film The Rocky Horror Picture Show, mutuata dalla precedente esperienza dello spettacolo teatrale The Rocky Horror Show del 1973. La partecipazione dello spettatore viene prevista da numerose battute a effetto, alle quali il pubblico più affezionato risponde con gesti, azioni ed espressioni codificate negli anni, ed è considerata come parte integrante della commedia anche nella versione cinematografica, tanto da prevedere, nella versione DVD, opzioni audio speciali.
Un esempio di partecipazione dello spettatore nella musica leggera è la canzone We Will Rock You dei Queen del 1977, scritta da Freddie Mercury e Brian May prevedendo, già nella fase della composizione, l'intervento del pubblico in specifici passaggi del brano.